# Hakol Over Habibi
Hakol Over Habibi var en israelisk musikgrupp. Medlemmar i gruppen var Shlomit Aharon, Kikki Rothstein, Yuval Dor och Ami Mendelman. De representerade Israel i Eurovision Song Contest 1981 med låten Halayla.